# Heterochelus multidentatus
Heterochelus multidentatus är en skalbaggsart som beskrevs av Hermann Burmeister 1844. Heterochelus multidentatus ingår i släktet Heterochelus och familjen Melolonthidae. Inga underarter finns listade i Catalogue of Life.